# Pyrausta wockei
Pyrausta wockei là một loài bướm đêm trong họ Crambidae.